# اتوتیزیس

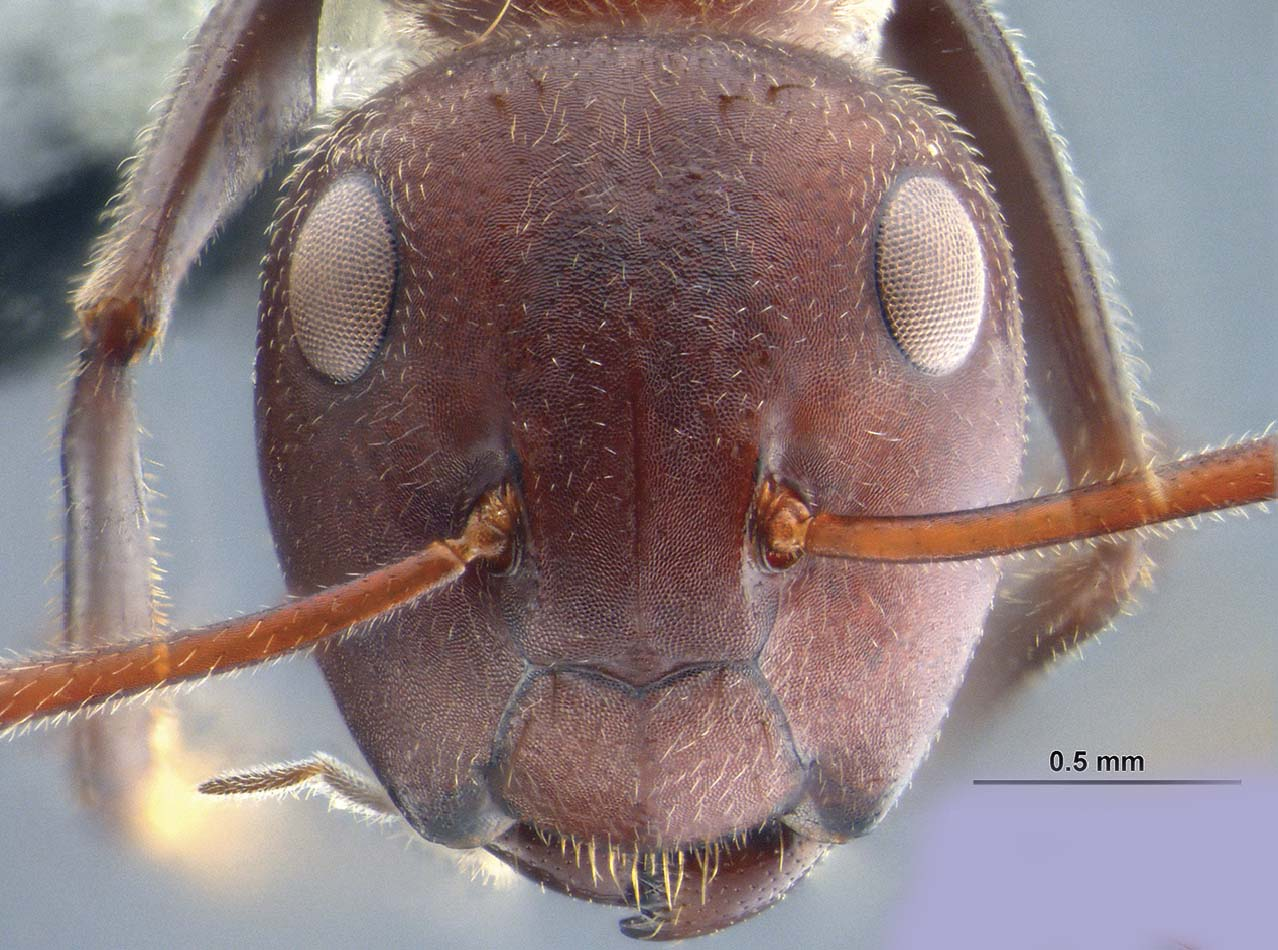
تصویر سر مورچه انتحاری انفجاری این مورچه‌ها با انقباض ماهیچه‌هایشان «منفجر می‌شوند» تا جایی که شکم و غدد داخلی‌شان پاره شود و مایع چسبنده‌ای ترشح شود. اگر دشمن به ماده سمی گاز بزند، کنترل اعضای خود را از دست می‌دهد و در عرض چند ثانیه می‌میرد. در غیر این صورت، ماده سمی به مفاصل مهاجم می‌چسبد و دشمن را بی‌حرکت می‌کند.

اتوتیزیس (به انگلیسی: Autothysis, Suicidal altruism) (از ریشه یونانی autos- αὐτός به معنی «خود» و thysia θυσία به معنی «دگرخواهی») است.
اتوتیزیس، به فرآیندی گفته می‌شود که در آن یک جانور خود را از طریق پارگی درونی یا انفجار اندامی که سبب پارگی پوست می‌شود، از بین می‌برد. این اصطلاح توسط اولریش ماشویتس و الئونور ماشویتس در سال ۱۹۷۴ برای توصیف سازگاری دفاعی مورچه انتحاری مالزیایی، یک گونه از مورچه‌ها پیشنهاد شد. این رخداد در اثر انقباض ماهیچه‌های پیرامونی یک غده بزرگ ایجاد می‌شود که سبب شکستن دیواره غده می‌شود. برخی از موریانه‌ها (مانند سربازان گلوبیترمس سولفورئوس) با پارگی غده‌ای در نزدیکی پوست گردن خود ترشح چسبناکی را ترشح می‌کنند و در دفاع در برابر مورچه‌ها اثر قیری ایجاد می‌کنند.
در برخی حشرات، اتوتیزیس مخصوص ماده‌های پس از باروری است، که تنها پس از توقف تولیدمثل شروع به تولید و ذخیره عامل زیان‌آور می‌کنند. آنها شروع به جمع شدن در حاشیه ساختار کلونی می‌کنند. این ممکن است بخشی از یک تقسیم کار مبتنی بر سن باشد، به این معنی که افرادی که کمترین ارزش باقی‌مانده [باروری] را دارند، خطرناک‌ترین وظیفه را انجام می‌دهند.

## موریانه
گروه‌هایی از موریانه‌ها که سربازانشان از اتوتیزیس برای دفاع از کلونی خود استفاده می‌کنند. برخی از گونه‌های موریانه، کارگرانی دارند که می‌توانند از خودکشی نیز استفاده کنند. تصور می‌شود که این یکی از مؤثرترین شکل‌های دفاعی است که موریانه‌ها دارند، زیرا کارگران کشته‌شده تونل‌هایی که به داخل لانه می‌روند را مسدود می‌کنند و سبب تبادل کشتگان یک به یک بین مهاجمان و مدافعان می‌شود، به این معنی که حمله‌ها هزینه انرژی بالایی برای شکارچیان دارد.
سربازان موریانه قلمرو نوحاره‌ای خانواده موریانه Serritermitidae یک راهبرد دفاعی دارند که شامل اتوتیزیس است که در طی آن غدد جلویی که بدن بین سر و شکم پاره می‌شود. موریانه‌ها هنگامی که بیرون از لانه هستند، تلاش می‌کنند تا از دست مهاجمان فرار کنند، و تنها زمانی که در لانه هستند، از اتوتیزیس برای مسدود کردن تونل‌ها استفاده می‌کنند و از ورود مهاجمان جلوگیری می‌کنند.
کارگران قدیمی "Neocapritermes taracua" لکه‌های آبی روی شکم خود ایجاد می‌کنند که با پروتئین‌های دارای مس پر شده‌است. اینها با ترشح غده لبی پس از اتوتیزیس واکنش می‌دهند و مخلوطی را تشکیل می‌دهند که برای موریانه‌های دیگر سمی است.

## مورچه‌ها
در برخی از مورچه‌های وابسته به سردۀ «مورچه درودگر» و «مورچه‌های انتحاری»، اتوتیزیس به عنوان یک ویژگی دفاعی نوع‌دوستانه برای مبارزه بهتر با بندپایان و احتمالاً بازدارندگی شکارگران مهره‌دار به سود کلنی مورچه هاست. این مورچه‌ها از اتوتیزیس به عنوان دفاعی خودویرانگر برای محافظت از قلمرو خود استفاده می‌کنند، اما آنها از شیوۀ متفاوت از موریانه‌ها استفاده می‌کنند، زیرا کاربرد اصلی آنها برای اتوتیزیس شامل مسدود کردن تونل‌های قلمروشان از مهاجمان نیست، بلکه بیشتر برای اهداف جنگی در طول نبردهای سرزمینی است.
مورچه‌های اولیه برای دفاع از خود از ابزارهای مکانیکی برای نیش زدن استفاده می‌کردند، اما این نیش‌ها در برابر شکارچیان مهره‌داران بزرگ مفیدتر بوده و در برابر دیگر بندپایان چندان موفق نبودند؛ بنابراین انتخاب برای اتوتیزیس در مورچه‌ها به عنوان راهی برای کشتن موثرتر دشمنان بندپایان تکامل یافت. فرآورده‌های اتوتیزیس در مورچه‌ها مواد چسبنده و خورنده‌ای هستند که در اثر انقباض شکمچه مورچه‌ها آزاد می‌شوند و سبب ترکیدگی در چین بین‌بخشی و همچنین غدد فک پایین می‌شود. مورچه‌ها از این ایثار برای کشتن یک یا چند دشمن که خود را در این ماده چسبنده گرفتار می‌کنند، استفاده می‌کنند. دیده شده‌است که مورچه کارگر خود را به دور حریف می‌پیچد، گاستر پشتی خود را روی سر حریف می‌گذارد، پیش از بیرون راندن مواد خورنده چسبنده از دهان و گاستر، به‌طور دائم به حریف می‌چسبد. در حالی که، خود و دشمن و همچنین هر دشمن دیگری را می‌کشد که به محصولات چسبیده‌اند.
این مورچه‌ها عمدتاً از اتوتیزیس در برابر دیگر بندپایان مانند کلونی مورچه‌های مهاجم یا علیه کلنی‌های موریانه استفاده می‌کنند و نسبت به شکارچیان مهره‌داران بزرگ‌تر مانند مارمولک‌ها یا پرندگان نسبتاً بی‌تأثیر هستند. این از خودگذشتگی بیشتر در برابر بندپایان مفید است، زیرا چسب‌های چسبنده موجود در فرآورده‌ها به بهترین شکل بر روی بدن دیگر بندپایان عمل می‌کند. با این حال، ترکیب‌های مورد استفاده در اتوتیزیس نیز توضیح داده شده‌است که در بازدارندگی شکارگران مهره‌دار از خوردن مورچه‌ها کاربرد دارند، زیرا این محصولات غیرقابل خوردن هستند.